# Лондонський університет королеви Марії
Лондонський університет королеви Марії (англ. Queen Mary University of London, QMUL або QM) — вищий навчальний заклад у Лондоні (Велика Британія), державний дослідницький університет і один з засновників федерального Лондонського університету. Є одним із найбільших та найпрестижніших вишів Великої Британії.

## Напрями підготовки
Головні напрями підготовки:
- Акторське мистецтво — 1-ше місце в країні.
- Географія — 1-ше місце в країні.
- Лінгвістика — місце в країні.
- Медицина — 1-ше місце серед вишів Лондона.
- Стоматологія — 2-ге місце в країні.
- Англійська мова та література — 2-ге місце в країні.
- Економіка, іспаністика, право — у першій десятці в країні.

### Факультети університету
| Факультети                                                  | Кількість співробітників | Кількість студентів | Кількість аспірантів і докторантів | Річний оборот |
| Факультет гуманітарних і соціальних наук                    | 400                      | 4000                | 2300                               | 43 млн £      |
| Факультет природничих і точних наук                         | 600                      | 3000                | 800                                | 53 млн £      |
| Інститут Бартса й Лондонська школа медицини та стоматології | 1000                     | 2300                | 1000                               | 110 млн £     |

## Відомі випускники
- Рональд Росс — видатний британський лікар, паразитолог
- Едгар Дуглас Едріан — британський електрофізіолог, нобелівський лауреат
- Джеймс Паркінсон — видатний англійський психіатр, геолог, палеонтолог
- Генрі Дейл — англійський нейробіолог, нобелівський лауреат
- Джон Роберт Вейн — британський фармаколог, нобелівський лауреат
- Юзеф Ротблат — британський фізик єврейського походження, лауреат Нобелівської премії миру
- Пітер Менсфілд — британський фізик, нобелівський лауреат
- Чарльз Куен Као — китайський, британський, американський інженер-фізик, нобелівський лауреат
- Маріо Варгас Льйоса — перуанський письменник, нобелівський лауреат
- Гвюдні Йоуганнессон — президент Ісландії